# 砺波平野

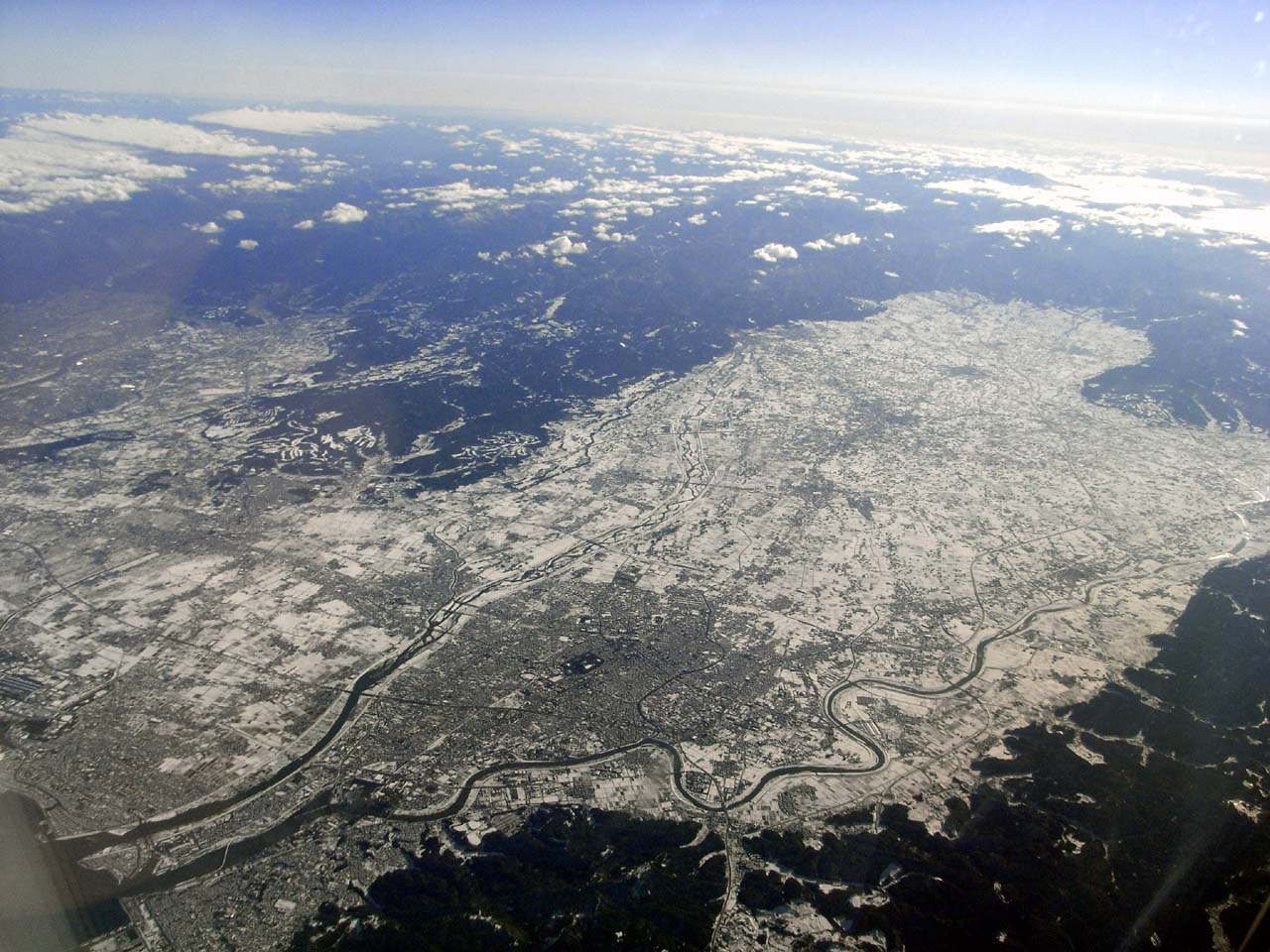
富山平野西部。写真上方（南方）が砺波平野

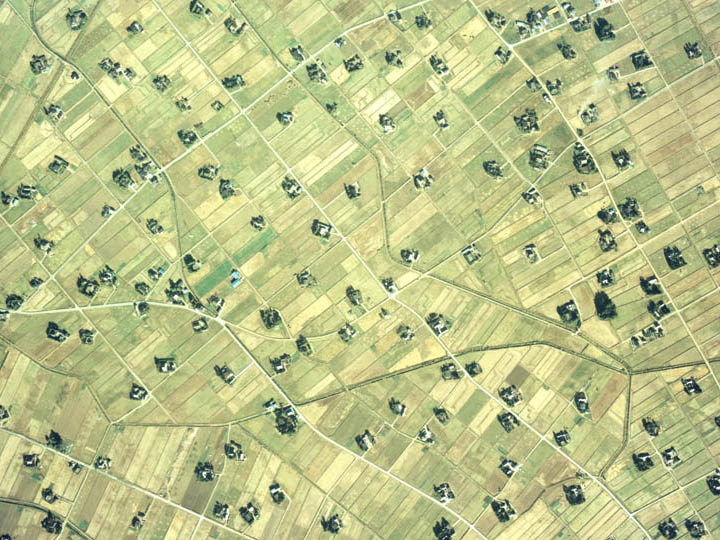
砺波市野村島付近

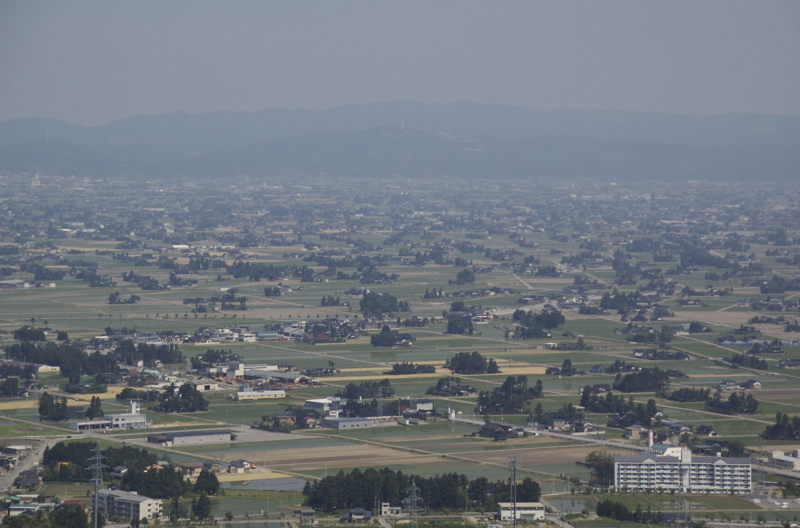
閑乗寺公園から砺波平野の散居村を望む

砺波平野（となみへいや、英: Tonami Plain）は、富山県西部の沖積平野。富山平野の南西部に位置する庄川の扇状地（庄川扇状地）を中心に広がっている。

## 地理
砺波平野は、広義の富山平野のうち、呉羽丘陵（呉羽山丘陵）の西側に位置する平野である。呉羽丘陵（呉羽山丘陵）の西側の平野のうち、庄川のつくる扇状地部を砺波平野とし、海岸部の三角州性低地を射水平野と呼ぶこともある。
庄川扇状地と南砺山麓複合扇状地からなり、庄川扇状地が発達しているために小矢部川はその西側に押し出される地形になっている。

## 散居村
砺波平野は散居景観（散居村）で知られる。なぜ各家が離れているのかについて、表向きの理由は諸説ある（実際は加賀藩支配への不満から生じる一揆の密談を防止するために家の間隔を離し監視を置いたと伝えられている）。「荒れ野の所々に小屋を掛け、用水を引き、開作」と記した古文書が残っている。開作とは開墾、開拓のことで加賀藩では改作とも書かれる。戦国時代末期から、江戸時代中期にかけて砺波平野の水田開拓が進んだのは、加賀藩の様々な奨励策が奏効したと考えられている。中でも「開墾した田畑は藩主に属すが、開墾した百姓にはその田畑を自前で耕作することを許された」ことが住居が散在した大きい要因と考えられている。散居村の農家は「カイニョ」と称する屋敷林を備える。漢字でかくと垣饒（かきにょう）がなまったもので、垣のように饒（めぐ）らせた樹木である。これにはいくつかの目的がある。
1. 風雨から家屋を守るため。
2. 外から屋敷内が見えないようにする目隠しのため。
3. 焚き木を自前で調達するため。
4. 冬暖かく、夏涼しく生活するため。
5. 家の建て替えや造作・工芸の際の用材とするため。

以上の理由がある。杉を中心に、ケヤキ・竹・松などを配し、実のなる栗・柿・イチョウなども欠かせない。

## 昭和天皇による和歌
1971年（昭和46年）の歌会始での御製がある。
「はてもなき砺波のひろの杉むらにとりかこまるる家々の見ゆ」
これは、1970年（昭和45年）富山県植樹祭に臨席の際、カイニョに囲まれた砺波平野の家々に感動し歌ったものである。

## 平野内の自治体
- 砺波市
- 南砺市
- 小矢部市
- 高岡市南部（中田地区、戸出地区など）